# Enio Novoa
Enio Novoa Heredia (Lima, 4 de marzo de 1986) es un futbolista peruano. Juega de mediocampista y actualmente está sin equipo. Tiene 39 años. 

## Trayectoria
Debutó en Primera División en el 2004 con el Sporting Cristal, al año siguiente conseguiría su primer título profesional, luego jugaría por Deportivo Curibamba, el año 2007 por el Coronel Bolognesi de Tacna, equipo con el que fue campeón del Torneo Clausura y con el cual participó en la Copa Sudamericana 2007 y en la Copa Libertadores 2008. En diciembre de 2008 fue transferido al Universitario de Deportes. A comienzos del 2011 fue fichado por el Sport Huancayo.

## Clubes
| Club                      | País | Año         |
| ------------------------- | ---- | ----------- |
| Sporting Cristal "B"      | Perú | 2004 - 2005 |
| Sporting Cristal          | Perú | 2004 - 2005 |
| Deportivo Curibamba       | Perú | 2006        |
| Coronel Bolognesi         | Perú | 2007 - 2008 |
| Universitario de Deportes | Perú | 2009        |
| FBC Melgar                | Perú | 2010        |
| Sport Huancayo            | Perú | 2011        |
| Hijos de Acosvinchos      | Perú | 2011        |
| Sport Huancayo            | Perú | 2012        |
| Unión Comercio            | Perú | 2013        |
| Atlético Minero           | Perú | 2014        |

## Palmarés
| Título                    | Club                      | País | Año  |
| ------------------------- | ------------------------- | ---- | ---- |
| Primera División del Perú | Sporting Cristal          | Perú | 2005 |
| Torneo Clausura           | Coronel Bolognesi         | Perú | 2007 |
| Primera División del Perú | Universitario de Deportes | Perú | 2009 |